# V842 Centauri
V842 Centauri eller Nova Centauri 1986 var en snabb nova i stjärnbilden Kentauren. Den var en av två novor i stjärnbilden Kentauren 1986. och tillika en DQ Herculis-variabel.
Novan upptäcktes den 22 november 1986 av den australiske astronomen Rob McNaught. Den nådde magnitud +4,6 i maximum och avklingade sedan snabbt.  Den är nu en stjärna av 18:e magnituden.